# أرمادا القابضة
مجموعة شركات ارمادا أو أرمادا القابضة تأسست في 1974. يقع مقرها في دبي.

## شركات
1. أرمادا للخدمات العقارية
2. أدميرال للمقاولات العامة
3. مستشفى ارمادا
4. مركز ارمادا الطبي
5. مركز أرمادا الجراحي لليوم الواحد[1]
6. مركز وسبا أرمادا النسائي[2]
7. صيدلية ارمادا[3]
8. فندق أرمادا بلوباي[4]
9. الاميرال العقارية[5]
10. أدميرال للاستثمار العقاري
11. أرمادا القابضة STI
12. أرمادا إملاك المحدودة شيركيتي
13. أرمادا ياتيريم إنسات المحدودة شيركيتي
14. برستيج لإدارة المرافق
15. أرمادا ليفينج - بيوت العطلات[6]
16. الأدميرال البحري
17. أرمادا إنفوتيك دي إم سي سي
18. الأدميرال القابضة
19. إرنست القابضة[7]